# Bernier de Nivelles
Bernier de Nivelles fut suspecté d'hérésie comme Siger de Brabant, et Gossuin de la Chapelle. Il était chanoine de Saint-Martin à Liège ; il fut suspecté d'hérésie comme Siger mais il fut traité avec plus d'indulgence. 
Bonaventure stigmatisa sa position (comme Siger, Bernier plaidait qu'il pouvait y avoir une vérité théologique et une vérité philosophique contradictoires, une position qui est née de la difficulté du XIIIe siècle  face au choc que représenta l'arrivée des œuvres d'Aristote dans le monde chrétien.